# Sougé (Indre)
Sougé település Franciaországban, Indre megyében. Lakosainak száma 146 fő (2022. január 1.). Sougé Argy, Frédille, Pellevoisin és Levroux községekkel határos.

## Népesség
A település népessége az elmúlt években az alábbi módon változott:
| Lakosok száma | 211  | 181  | 170  | 167  | 149  | 145  | 143  | 144  | 147  | 146  |
|               | 1968 | 1982 | 1990 | 2006 | 2013 | 2015 | 2017 | 2019 | 2020 | 2022 |